# Notolabrus celidotus
Notolabrus celidotus är en fiskart som först beskrevs av Bloch och Schneider, 1801.  Notolabrus celidotus ingår i släktet Notolabrus och familjen läppfiskar. IUCN kategoriserar arten globalt som livskraftig. Inga underarter finns listade i Catalogue of Life.